# Loupiac (Gironde)
Loupiac is een gemeente in het Franse departement Gironde (regio Nouvelle-Aquitaine). De plaats maakt deel uit van het arrondissement Langon. Loupiac telde op 1 januari 2022 1.087 inwoners.

## Geografie
De oppervlakte van Loupiac bedroeg op 1 januari 2022 9,57 vierkante kilometer; de bevolkingsdichtheid was toen 113,6 inwoners per km².

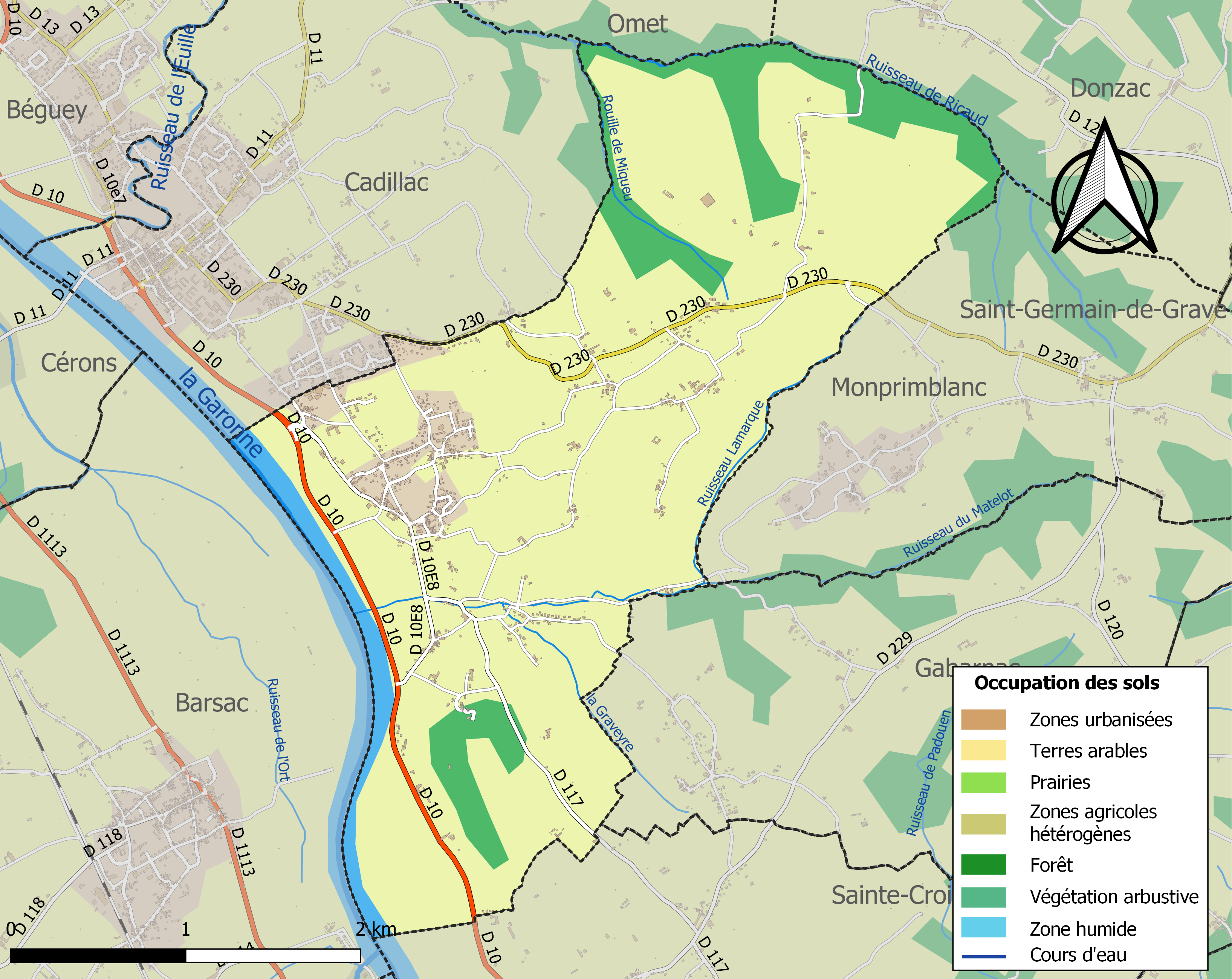
Kaart van de gemeente met belangrijkste infrastructuur, bodemgebruik en omliggende gemeenten

## Demografie
Onderstaande figuur toont het verloop van het inwonertal (bron: INSEE-tellingen).